# El show de Perico
El show de Perico es una serie de televisión de formato Talk Show de género Humor e Infantil integrados por títeres (Excepto Perico y Eva y Maite) creada por Maritza Sánchez y Carlos Millán. Se estrenó en el 2009 por Señal Colombia y Paka Paka. La tercera temporada es una Coproducción entre Señal Colombia , Paka Paka y Colombeia. La serie es grabada en los estudios de RCTV studios. La Producción la hizo Tribu 70 y la dirección de las dos primeras temporadas a cargo de Maritza Sánchez, la tercera de Boris Abaunza Q. La producción ejecutiva estuvo a cargo de Camilo Pérez y María Andréa Otero. Cada episodio empieza con la canción «El Show de Perico Intro». Todos los episodios duran 25 minutos (aproximadamente) sin comerciales.

## Argumento
Los talk show presentan casos o situaciones de conflicto en los que están involucrados ciudadanos de una comunidad y durante los cuales el público, un invitado especial y las personas implicadas participan para discutir o dar una solución sobre el caso presentado.
En “El show de Perico”, los ciudadanos son animales del bosque, el presentador es un huevo que tiene miedo de salir de su cascarón y una imprudente tapir llamada Amanda. Los invitados especiales son otros animales que personifican a destacados protagonistas de la cultura nacional e internacional y que cuentan una anécdota de su vida referente al caso presentado. Los temas tratados durante el programa giran alrededor de valores y conductas que se refieren a la construcción de ciudadanía y educación para la sexualidad.
Cada emisión inicia con la introducción de un personaje quién presenta su problema, al terminar se hace la dramatización de su caso, acto seguido el público participa dando una solución. Esta, es otra característica primordial del talk show, y es que durante la emisión del programa el público participa activamente, bien sea desde el plató o a través de llamadas telefónicas o internet. En el programa infantil, en el plató se encuentran una gran variedad de animales del bosque que dan su opinión respecto al tema tratado durante la emisión y al finalizar de la misma. Los niños y niñas que ven el programa pueden también participar a través de internet.
Luego, aunque la respuesta al conflicto suele ser sesgada, pues aún no se ha escuchado la contraparte, los presentadores introducen al segundo personaje y éste cuenta su versión de la historia. Al finalizar las dos presentaciones, los juicios emitidos por el público están parcializados y es allí cuando interviene Perico para presentar al invitado especial, personaje que se encarga de dar una tercera opción de solución.
Algunos talk show se destacan también por hacer dramatizaciones de los sucesos que los participantes relatan. Los encargados de estas dramatizaciones, en “El show de Perico”, son cinco zarigüeyas que hacen su mejor esfuerzo por comunicar al público las distintas versiones del problema o la anécdota de vida del invitado especial.
El show de Perico incluye además un apartado llamado “documentales” donde un par de pulgas, muestran unos cortos en los que se presenta al ser humano como objeto de estudio, una especie más del mundo, analizada desde la perspectiva animal. Como complemento, hacía el final del episodio, aparecen unos reporteros, quienes se encargan de preguntar a animales en la calle qué opinan sobre el tema tratado en el programa, cabe resaltar, que estas entrevistas se hacen a animales reales.
Al final del capítulo, cada intervención realizada (público, invitado especial, documental, entrevista) genera una propuesta de solución, cada una diferente, para el problema planteado al inicio. Perico es el encargado de enumerarlas y así dar la oportunidad a las niñas y niños, que ven el programa, de participar eligiendo una y colaborar con los participantes en la solución de su conflicto.

## Horarios
- Lunes a Viernes: 2230 a 2300
- Domingo: 2230 a 2300

## Reparto
| Los Hermnanos Brothers    | Presentadores | Presentadores | Presentadores |             |             |
| Perico                    | Presentador   | Presentador   | Presentador   |             |             |
| Natalia Pérez como Amanda | Presentadora  | Presentadora  | Presentadora  |             |             |
| Ludovico                  | Reportero     | Reportero     | Reportero     |             |             |
| Eva y Maite               | Reporteras    | Reporteras    | Reporteras    | Reporteras  | Reporteras  |
| Invitado Famoso           | Antagonista   | Antagonista   | Antagonista   | Antagonista | Antagonista |

## Temporadas
Esta es una lista de las temporadas de la Serie de El Show de Perico, que se divide en 3 temporadas. La primera temporada se estrenó en 2009 y 2010 que consta 20 episodios. La segunda temporada se estrenó el 11 de diciembre de 2010 y terminó en 2011 que consta 13 episodios. La tercera temporada se estrenó en 2012 y 2013 que consta 30 episodios.
| Temporada | Temporada | Episodios | Primera Emisión                |
| --------- | --------- | --------- | ------------------------------ |
|           | 1         | 20        | 2009 - 2010                    |
|           | 2         | 13        | 11 de diciembre de 2010 - 2011 |
|           | 3         | 30        | 2012 - 2013                    |

## Episodios

### Temporada 1 (2009-10)
La primera temporada de El Show de Perico se estrenó en 2009 y 2010 que consta 20 episodios.
| #  | Título               |
| -- | -------------------- |
| 1  | La Pereza            |
| 2  | Público y Privado    |
| 3  | Altruismo            |
| 4  | Amistad              |
| 5  | Privacidad           |
| 6  | Alegría              |
| 7  | Saber decir No       |
| 8  | Moda                 |
| 9  | Espacio Íntimo       |
| 10 | Mentira              |
| 11 | Egoísmo              |
| 12 | Miedo escénico       |
| 13 | Identidad y apodos   |
| 14 | Manejo de la ira     |
| 15 | Iclusión             |
| 16 | Mantoneo             |
| 17 | Adultos Mayores      |
| 18 | Nutrición            |
| 19 | Saber ganar y perder |
| 20 | Tristeza             |

### Temporada 2 (2010-11)
La segunda temporada de El Show de Perico se estrenó el 11 de diciembre de 2010 y terminó en 2011 que consta 13 episodios. El Capítulo "Familia" de El Show de Perico es ganador de los "Premios India Catalina al Mejor programa infantil 2013". El capítulo "Higiene", emitido por Señal Colombia, Producido Por Tribu 70 y Dirigido por Maritza Sánchez.
| #  | Título                   |
| -- | ------------------------ |
| 1  | Internet                 |
| 2  | Empatía                  |
| 3  | Contaminación            |
| 4  | Higiene                  |
| 5  | Familia                  |
| 6  | Agua                     |
| 7  | Consumo Responsable      |
| 8  | Muerte                   |
| 9  | Tecnología               |
| 10 | Género                   |
| 11 | Complejos                |
| 12 | Derechos de los animales |
| 13 | Normas y Acuerdos        |

### Temporada 3 (2012-13)
La tercera temporada de El Show de Perico se estrenó en 2012 y 2013 que consta 30 episodios.
| #  | Título                     |
| -- | -------------------------- |
| 1  | Me gusta alguien           |
| 2  | Divorcio y separación      |
| 3  | Gratitud                   |
| 4  | Creencias Populares        |
| 5  | Inmigración                |
| 6  | Catástrofes Naturales      |
| 7  | Cambios de Escuela         |
| 8  | Religiones                 |
| 9  | Discriminación             |
| 10 | Pobreza y Riqueza          |
| 11 | Pubertad                   |
| 12 | Hacer lo correcto          |
| 13 | Error como maestro         |
| 14 | Convivencia entre hermanos |
| 15 | Presión de grupo           |
| 16 | Belleza                    |
| 17 | Límites                    |
| 18 | Talentos                   |
| 19 | Medios de Comunicación     |
| 20 | Ritmos de Aprendizaje      |
| 21 | Envidia                    |
| 22 | Justicia                   |
| 23 | Sedentarismo               |
| 24 | Corrupción                 |
| 25 | Recursos Naturales         |
| 26 | Perdón y Reparación        |
| 27 | Fomento a la Lectura       |
| 28 | Confianza                  |
| 29 | Liderazgo                  |
| 30 | Memoria histórica          |

## Créditos
Créditos:
- Productor ejecutivo: Tatiana Millan Salazar, Juan Carlos Torres, Yuly Amaya
- Producción general: Julia Ma. Rincón Romero
- Director en estudio: Camilo Pérez Torres
- Director de contenidos y guiones: Boris Abaunza Quejada
- Investigación y asesoría temática: Natalia Pérez Torres
- Argumentos: Carol Ann Figueroa, Mónica Baquero, Justina Lencina, Odette Chahín, Sandra M. Sánchez, Boris Abaunza Quejada
- Productor de campo: Maritza Contreras Cubides
- Asistente de dirección: Sergio Oliveros Vega
- Script: Laura Romero S.
- Director de fotografía: Alejandro Ceballos, Eduard Hortua, David Curto
- Asistente de cámara: Alberto Hurtado
- Dirección de arte: Lucía Alba
- Asistente de producción y de arte: María del Pilar Sarmiento
- Vestuarista: Lina Rojas
- Diseño de escenografía: Andrea Cano, Annablle Beachamp
- Asistente de producción: Katherine Prieto
- Edición: Juan David Silva T
- Cabezote: Carlos Espinosa
- Diseño gráfico: Carlos Espinosa, Efraín Tarriba
- Animación: Meccanimation
- Dirección de doblaje: Lucas Bernal
- Post - producción de audio: Camilo Pérez Acosta
- Voces: Natalia Pérez, Mónica Valencia, Andrea Martínez, Walther Luengas, Maritza Sánchez, Giovanni Cruz, Javier Rodríguez, Andrés Palacio, Rodrigo Bustamante, Omar Barrera, Andrés López, Lucas Bernal, Alejandra Olaya, Camila Peroni, Ulises Gonzaléz, Hector Lobo Guerreo, Mercedes Salazar
- Animación títeres: Carlos Velásquez, Edgar Cárdenas Angel, Hecor Lobo Guerrero, Mauricio Galeano, Miryam Enríquez, Germán Ramos, Lucía Duque, Liliana Martín, Henry López, Paula Ojeda, Jorge Mario Agudelo, Javier Tauta, Carlos Cárdenas, Jaime Saavedra, Juan Pablo Gómez, Devora Roa, Carolina Rodríguez, Juanita Cetina, Edwin Galán, Michels Manchego, Alejandro Valdivieso, Gabriel Escobar, Miguel Hernández y Luis Alberto Tangarife Sanin.
- Construcción de títeres: Corporación Cultural Materile
- Mauricio Galeano, Liliana Martín, Camilo Cárdenas
- Construcción de Perico: Títeres Castillo del Gato
- Música original: Alejandro Zuleta
- Música cabezote: Sebastian Zuleta
- Mezcla cabezote: Juan Carlos Jaramillo
- Voz: Paola Vargas
- Letra: Maritza Sánchez
- Gerencia y administración: Sandra Martín, Diana Arias
- Productora delegada RTVC: Edna Katerine Moreno
- Productor ejecutivo: Tatiana Millan Salazar, Juan Carlos Torres, Yuly Amaya
- Productora delegada PAKAPAKA: Claudia Czerlowski, Andrea Papayanopulo
- Asesoría pedagógica: Ministerio de Educación Nacional, Mauricio Ríos

## Premios y nominaciones
El Capítulo Familia de El Show de Perico fue Ganador al premio "Barrilete de Oro al Mejor Programa de TV de Ficción Argentina" en el 2011.El premio es otorgado en el 10º Festival Internacional de Cine, Nueva mirada para la infancia y la juventud, realizado en Buenos Aires.
El Capítulo Higiene de El Show de Perico fue Nominado a los "Premios India Catalina al Mejor Programa Infantil" en el 2011.
Amanda fue nominada a los "Premios India Catalina a Mejor presentadora" en el 2013.
El Show de Perico fue Ganador a los "Premios India Catalina al Mejor programa infantil" en 2013.
| Año  | Premio                 | Categoría                                              | Resultado |
| ---- | ---------------------- | ------------------------------------------------------ | --------- |
| 2011 | Barrilete de Oro       | Mejor Programa de TV de Ficción Argentina Cap. Familia | Ganador   |
| 2011 | Premios India Catalina | Mejor Programa Infantil Cap. Higiene                   | Nominado  |
| 2013 | Premios India Catalina | Mejor presentadora (Amanda)                            | Nominada  |
| 2013 | Premios India Catalina | Mejor programa infantil                                | Ganador   |